# Сальваторе Баньї
Сальваторе Баньї (італ. Salvatore Bagni, * 25 вересня 1956, Корреджо) — колишній італійський футболіст, півзахисник. Згодом — футбольний коментатор і оглядач, працює на телевізійних каналах телерадіокомпанії RAI. 
Насамперед відомий виступами за клуби «Перуджа», «Інтернаціонале» та «Наполі», а також національну збірну Італії.
Чемпіон Італії. Дворазовий володар Кубка Італії. 

## Клубна кар'єра
Вихованець футбольної школи клубу «Карпі». Дорослу футбольну кар'єру розпочав 1975 року в основній команді того ж клубу, в якій провів два сезони, взявши участь у 61 матчі чемпіонату. 
Своєю грою за цю команду привернув увагу представників тренерського штабу клубу «Перуджа», до складу якого приєднався 1977 року. Відіграв за клуб з Перуджі наступні чотири сезони своєї ігрової кар'єри. Більшість часу, проведеного у складі «Перуджи», був основним гравцем команди.
1981 року уклав контракт з клубом «Інтернаціонале», у складі якого провів наступні три роки своєї кар'єри гравця.  Граючи у складі «Інтернаціонале» також здебільшого виходив на поле в основному складі команди. За цей час виборов титул володаря Кубка Італії.
З 1984 року чотири сезони захищав кольори команди клубу «Наполі».  Тренерським штабом нового клубу також розглядався як гравець «основи». За цей час додав до переліку своїх трофеїв титул чемпіона Італії, знову ставав володарем Кубка Італії.
Завершив професійну ігрову кар'єру у клубі «Авелліно», за команду якого виступав протягом 1988—1989 років.

## Виступи за збірні
Протягом 1978–1980 років  залучався до складу молодіжної збірної Італії. На молодіжному рівні зіграв у 12 офіційних матчах, забив 5 голів.
1981 року дебютував в офіційних матчах у складі національної збірної Італії. Протягом кар'єри у національній команді, яка тривала 7 років, провів у формі головної команди країни 41 матч, забивши 5 голів. У складі збірної був учасником чемпіонату світу 1986 року у Мексиці.

## Статистика виступів

### Статистика клубних виступів
| Сезон   | Клуб             | Чемпіонат | Чемпіонат | Чемпіонат |
| Сезон   | Клуб             | Ліга      | Ігор      | Голів     |
| ------- | ---------------- | --------- | --------- | --------- |
| 1975–76 | «Карпі»          | D         | 30        | 9         |
| 1976–77 | «Карпі»          | D         | 31        | 14        |
| 1977–78 | «Перуджа»        | A         | 27        | 5         |
| 1978–79 | «Перуджа»        | A         | 28        | 8         |
| 1979–80 | «Перуджа»        | A         | 25        | 6         |
| 1980–81 | «Перуджа»        | A         | 29        | 5         |
| 1981–82 | «Інтернаціонале» | A         | 27        | 5         |
| 1982–83 | «Інтернаціонале» | A         | 28        | 5         |
| 1983–84 | «Інтернаціонале» | A         | 27        | 2         |
| 1984–85 | «Наполі»         | A         | 25        | 0         |
| 1985–86 | «Наполі»         | A         | 27        | 4         |
| 1986–87 | «Наполі»         | A         | 28        | 4         |
| 1987–88 | «Наполі»         | A         | 26        | 4         |
| 1988–89 | «Авелліно»       | B         | 23        | 2         |
| Усього  | Усього           | Усього    | 381       | 73        |

## Титули і досягнення
- Чемпіон Італії (1):

«Наполі»:  1986–87
- Володар Кубка Італії (2):

«Інтернаціонале»:  1981–82
«Наполі»:  1986–87